# Lê Chân Tông
Lê Chân Tông (chữ Hán: 黎真宗; * 1630 in Đông Kinh (Hanoi); † August 1649 ebenda) war der siebte vietnamesische Kaiser aus der restaurierten Lê-Dynastie. Er saß von Oktober 1643 bis zu seinem frühen Tod knapp sechs Jahre später auf dem Thron. Wie alle Monarchen seiner Linie war er ein Marionettenherrscher der tatsächlich regierenden Trịnh-Fürsten.

## Leben
Vor seiner Thronbesteigung lautete sein Name Lê Duy Hựu (黎維祐). Er war der älteste Sohn des Kaisers Lê Thần Tông. Dieser war als hochgebildeter Gelehrter und frommer Buddhist bekannt, zeigte aber wenig Interesse an seinen kaiserlichen Pflichten und war dementsprechend froh, als der Machthaber Trịnh Tráng ihm erlaubte, zu Gunsten seines jugendlichen Sohnes abzudanken. Folglich wurde der etwa dreizehnjährige Lê Chân Tông im Herbst 1643 zum Kaiser gekrönt. Als Äraname (Regierungsdevise) wählte er Phúc Thái (福泰).
Seine Amtszeit wurde vom andauernden Krieg gegen die Nguyễn-Fürsten geprägt. In den Jahren 1643/44 und 1648 fanden – ohne seine Beteiligung – Feldzüge in den Süden statt, die jedoch scheiterten. Auch innerhalb des Trịnh-Lagers kam es zu Kämpfen: Fürst Trịnh Tráng ernannte 1645 seinen Sohn Trịnh Tạc zum Mitherrscher, woraufhin zwei von dessen enttäuschten Brüdern eine Rebellion begannen; schätzungsweise viertausend Menschen wurden in der Hauptstadt während der Niederschlagung des Aufstandes getötet. 
Im August 1649 starb Kaiser Lê Chân Tông im Alter von etwa neunzehn Jahren an einer plötzlichen Krankheit. Möglicherweise wurde er aber auch aufgrund der Beteiligung an einer gescheiterten Verschwörung gegen Trịnh Tạc insgeheim getötet. Zumindest berichteten niederländische Händler, die sich zu dieser Zeit im Land aufhielten, dass Trịnh Tạc sowohl einen seiner Onkel als auch den jungen Monarchen vergiften habe lassen.
Nach dem Tod des Lê Chân Tông kehrte dessen Vater gezwungenermaßen auf den Thron zurück und verblieb dort bis zu seinem Tod im Jahr 1662. In den Jahren danach sollten drei weitere Söhne (Huyền Tông, Gia Tông und Hy Tông) nacheinander Kaiser werden. 